# Jan Harold Brunvand
Jan Harold Brunvand, né le 23 mars 1933 à Cadillac dans l'État du Michigan aux États-Unis, est un professeur émérite d'anglais à l'université de l'Utah connu pour avoir contribué à la dissémination du concept de légende urbaine.
Brunvand obtient un Ph.D. de l'université de l'Indiana en 1961 avec une thèse de sociologie traitant de folklore. Par la suite il enseigne dans plusieurs universités des États-Unis avant de joindre l'université de l'Utah où il reste jusqu'à sa retraite en 1996, où il devint professeur émérite.
Dans ses travaux, Brunvand a appliqué aux récits populaires circulant dans le monde moderne les théories et les concepts académiques établis pour l'étude des légendes, qui étaient jusqu'alors le plus souvent associées à des faits historiques passés ou à des cultures rurales.
Jan Harold Brunvand est l'auteur de plusieurs ouvrages traitant des légendes urbaines, dont le premier, The Vanishing Hitchhiker, publié en 1981, a soulevé beaucoup d'intérêt aux États-Unis ; cet ouvrage a notamment  popularisé mondialement la légende de l'auto-stoppeuse fantôme. Les titres suivants comportent, entre autres, The Choking Doberman (1984), The Mexican Pet (1988), Curses! Broiled Again! (1990), The Baby Train (1993). Brunvand a également édité le livre American Folklore: An Encyclopedia (1996) ainsi que plusieurs manuels de sociologie relatifs au folklore.